# Ours d'argent
L'Ours d'argent (Silberne Bär) est une récompense décernée par le jury international au cours du Festival international du film de Berlin depuis 1951. Le trophée représente un petit ourson en argent posé sur ses pattes arrière et se tenant sur un socle en marbre.
Depuis 2021, le festival décerne des récompenses sans distinction de genre. 

## Prix décernés
L'Ours d'argent se décline en six catégories :  
- Grand prix du jury (Großen Preis der Jury), depuis 1951 ;
- Prix de la meilleure réalisation (Preis für die beste Regie), depuis 1956 ;
- Prix de la meilleure performance dans un rôle principal (Silberner Bär für die Beste Schauspielerische Leistung in einer Hauptrolle) depuis 2021 ;
- Prix de la meilleure performance dans un second rôle (Silberner Bär für die Beste Schauspielerische Leistung in einer Nebenrolle) depuis 2021 ;
- Prix du meilleur scénario (Preis für das beste Drehbuch), depuis 2008 ;
- Prix de la contribution artistique exceptionnelle dans les catégories photographie, montage, musique, costumes ou conception de décors (Preis für eine herausragende künstlerische Leistung aus den Kategorien Kamera, Schnitt, Musik, Kostüm oder Set-Design), depuis 2008.

## Anciens prix
- Prix de la meilleure actrice (Preis für die beste Darstellerin, 1956-2020) ;
- Prix du meilleur acteur (Preis für den besten Darsteller, 1956-2020) ;
- Ours d'argent de la meilleure musique de film (Silberne Bär für die beste Filmmusik, 2002-2007).
- Ours d'argent de la meilleure contribution artistique (Silberne Bär für eine besondere künstlerische Leistung, 1956-2007).
- Ours d'argent pour une performance individuelle remarquable (Silberne Bär für eine herausragende Einzelleistung, 1956-2005).
- Prix du jury (Preis der Jury, depuis 1956).
- Prix spécial du jury (Silberner Berliner Bär Sonderpreis, depuis 1957).
- Prix Alfred-Bauer (Alfred-Bauer-Preis), (1987- 2019, suspendu en 2020 à la suite de révélations concernant la proximité d’Alfred Bauer avec le régime nazi[3]).